# DEEP BEST
『DEEP BEST』（ディープ・ベスト）は、DEEPのベストアルバム。2013年2月13日に、rhythm zoneから発売された。

## 解説
前作のオリジナルアルバム『YOUR STORY』から約1年ぶりのアルバムである。初回生産限定盤（CD+2DVD）、通常盤2形態（CD+DVD、CDのみ）の合計3形態でのリリース。
1枚目の「Endless road」から10枚目の「夜風」までのシングルを収録。ボーナストラックとしてカバー曲が3曲収録されている。DVDには「Endless road」から「夜風」までのシングル11曲と本作で初収録となる「希望の桜」のビデオクリップを収録。初回生産限定盤には「DEEP LIVE TOUR 2012 “YOUR STORY” @NHKホール」のライブ映像が付属。

## 収録曲

### CD
1. Intro 〜DEEP STORY〜
（作詞：TAKA, YUICHIRO, KEISEI & RYO　作曲・編曲：Hitoshi Harukawa）
歌詞にはDEEPのいままでのアルバムのタイトルが出てくる
2. Endless road
（作詞：DEEP　作曲・編曲：Daisuke"D.I"Imai）
1stシングル。
3. Echo〜優しい声〜
（作詞：Kenn Kato　作曲：藤本和則, 羽山匠）
2ndシングル。
4. milestone
（作詞：菜穂　作曲・編曲:h-wonder）
3rdシングルの1曲目。
5. SORA〜この声が届くまで〜
（作詞：RYO、Seiji Omote　作曲：Seiji Omote　編曲：阿部尚徳）
3rdシングル2曲目。
6. 未来への扉
（作詞：Shogo Kashida　作曲：Tai Furusawa　編曲：Tai Furusawa、Tek Kato）
4thシングル。
7. 白いマフラー
（作詞：小竹正人　作曲・編曲：RIO）
5thシングル。
8. 君じゃない誰かなんて〜Tejina〜
（作詞・作曲・編曲：マシコタツロウ）
6thシングル。
9. True Love
（作詞：YUICHIRO、作曲・編曲：藤本和則）
7thシングル。
10. Callin You
（作詞・作曲 STY）
8thシングル。
11. GO
（作詞：SHIROSE from WHITE JAM, NOA from WHITE JAM BEATZ、作曲・編曲：SHIROSE from WHITE JAM, Shimada from WHITE JAM BEATZ）
9thシングル、アルバム初収録。
12. 夜風
（作詞：小竹正人、作曲：マシコタツロウ、編曲：藤澤慶昌）
10thシングル、アルバム初収録。

Bonus Track
1. ラブ・ストーリーは突然に
（作詞・作曲：Kazumasa Oda）
小田和正のカヴァー
2. Missing
（作詞・作曲：Toshinobu Kubota）
久保田利伸のカヴァー
3. HARD TO SAY I'M SORRY
（作詞・作曲：Peter Cetera & David Foster）
シカゴのカヴァー

### DVD
Video Clip
1. Endless road
2. Echo〜優しい声〜
3. 希望の桜
4. milestone
5. SORA〜この声が届くまで〜
6. 未来への扉
7. 白いマフラー
8. 君じゃない誰かなんて〜Tejina〜
9. True Love
10. Callin You〜memory ver.〜
11. GO
12. 夜風

### LIVE DVD (初回生産限定盤のみ)
- 『DEEP LIVE TOUR 2012 “YOUR STORY” @NHKホール』

1. Intro 〜YOUR STORY〜
2. ROCK YOUR BODY
3. Baby
4. Love Song
5. Tears
6. 君じゃない誰かなんて〜Tejina〜
7. 約束の場所
8. Everything
9. Make It
10. Friend
11. LINKS!!
12. OHHH
13. Callin You

〈Encore〉
1. 未来への扉
2. You Are Beautiful